# Macintosh IIfx
El Macintosh IIfx es un computador personal de Apple que fue introducido en marzo de 1990 y discontinuado en abril de 1992.
Comparte la carcasa del Macintosh II de 1987, pero actualizado con un procesador Motorola 68030 a 40MHz, un disco duro SCSI de 40, 80, o 160 MB, dos disqueteras SuperDrive de 1.44 MB y acepta como máximo 128 MB de RAM.
Su sistema original es el Mac OS 6.0.5 y la versión más moderna que acepta es el Mac OS 7.6.1.
Su precio variaba entre los diez mil y doce mil dólares.